# Estadio Olímpico Hermanos Ghersi Páez
Het Estadio Olímpico Hermanos Ghersi Páez (kortweg Estadio Hermanos Ghersi) is een multifunctioneel stadion in Maracay, een stad in Venezuela. 
Het stadion wordt vooral gebruikt voor voetbalwedstrijden, de voetbalclub Aragua FC maakt gebruik van dit stadion. In het stadion is plaats voor 20.000 toeschouwers. Het stadion is gerenoveerd in 2008.